# Шантобинська селищна адміністрація
Шантоби́нська селищна адміністрація (каз. Шаңтөбе кенттік әкімдігі, рос. Шантобинская поселковая администрация) — адміністративна одиниця у складі Степногорської міської адміністрації Акмолинської області Казахстану. Адміністративний центр — селище Шантобе.
Населення — 3572 особи (2021; 4473 у 2009, 5102 у 1999, 8753 у 1989).
Станом на 1989 рік існувала Шантобинська селищна рада (смт Шантобе), село Новокронштадка перебувало у складі Джамбульської сільської ради Балкашинського району.

## Склад
До складу адміністрації входять такі населені пункти:
| Населений пункт      | Колишні назви | Населення, осіб (1989) | Населення, осіб (1999) | Населення, осіб (2009) | Населення, осіб (2021) |
| -------------------- | ------------- | ---------------------- | ---------------------- | ---------------------- | ---------------------- |
| Новокронштадка, село | -             | 353                    | 372                    | 259                    | 129                    |
| Шантобе, селище      | -             | 8400                   | 4730                   | 4214                   | 3443                   |